# Acido betulinico
L'acido betulinico è un acido carbossilico triterpenico pentaciclico, presente nella corteccia di alcune piante come la Betula pubescens.
L'acido betulinico, estratto dalla corteccia della betulla e da molti altri vegetali, e alcuni suoi derivati maggiormente idrosolubili in vitro sono citotossici per cellule di neuroblastoma, melanoma, medulloblastoma e sarcoma di Ewing.